# Nesapterus latiusculus
Nesapterus latiusculus är en skalbaggsart som beskrevs av Scott 1908. Nesapterus latiusculus ingår i släktet Nesapterus och familjen glansbaggar. Inga underarter finns listade i Catalogue of Life.